# NGC 7202
NGC 7202 — звезда в созвездии Южная Рыба.
Этот объект входит в число перечисленных в оригинальной редакции «Нового общего каталога».
Звездная величина : /.  B=14.4m